# Orrington
Orrington es un pueblo ubicado en el condado de Penobscot en el estado estadounidense de Maine. En el Censo de 2010 tenía una población de 3.733 habitantes y una densidad poblacional de 52,73 personas por km².

## Geografía
Orrington se encuentra ubicado en las coordenadas 44°42′25″N 68°46′13″O / 44.70694, -68.77028. Según la Oficina del Censo de los Estados Unidos, Orrington tiene una superficie total de 70.79 km², de la cual 64.73 km² corresponden a tierra firme y (8.57%) 6.07 km² es agua.

## Demografía
Según el censo de 2010, había 3.733 personas residiendo en Orrington. La densidad de población era de 52,73 hab./km². De los 3.733 habitantes, Orrington estaba compuesto por el 98.15% blancos, el 0.19% eran afroamericanos, el 0.38% eran amerindios, el 0.56% eran asiáticos, el 0.03% eran isleños del Pacífico, el 0.21% eran de otras razas y el 0.48% pertenecían a dos o más razas. Del total de la población el 0.94% eran hispanos o latinos de cualquier raza.